# فيكي بيرتز
فيكي بيرتز (بالعبرية: ויקי פרץ‏) هو مدرب كرة قدم ولاعب كرة قدم إسرائيلي في مركز الهجوم، ولد في 11 فبراير 1953 في كفار سابا في إسرائيل، وتوفي في 29 يونيو 2021. شارك مع منتخب إسرائيل لكرة القدم. أما مع النوادي، فقد لعب مع ستاد رين ونادي ستراسبورغ ونادي مكابي تل أبيب.

## وصلات خارجية
- فيكي بيرتز على موقع قاعدة بيانات كرة القدم.إي يو (الإنجليزية)
- فيكي بيرتز على موقع ناشيونال فوتبول تيمز (الإنجليزية)
- فيكي بيرتز على موقع أوليمبيديا (الإنجليزية)